# Șerpi veninoși

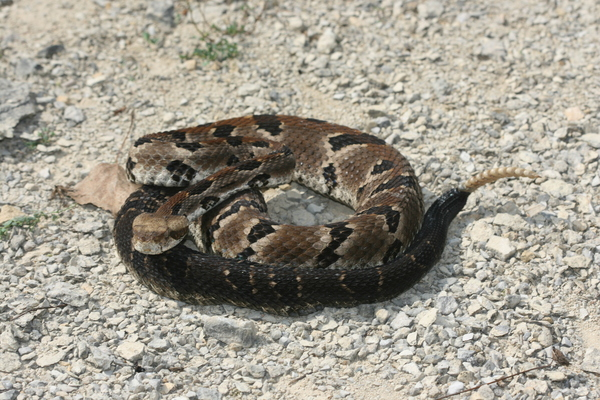

Șerpi veninoși sunt șerpi care, la vânătoare sau în apărare, folosesc venin, care este injectat prin mușcătură. 
Până în prezent se cunosc ca. 2.800 de specii de șerpi veninoși. Dintre șerpii existenți în lume, circa 10 % sunt veninoși.
Ei sunt grupați în următoarele familii:
- Elapidae, familie care cuprinde de exemplu șarpele mamba (Dendroaspis sp.), cobra (Naja sp.), cobra regală și șarpele coral (Micrurus sp.)
- Viperidae (viperele), familie care cuprinde de exemplu subfamilia Viperinae cu reprezentanții mai de seamă Vipera berus, Vipera aspis, Vipera ursinii, speciile Bitis, Echis. Subfamilia șerpilor cu clpoței (Crotalinae), în America cu (Crotalus sp.), (Agkistrodon sp.) și (Bothrops sp.) iar în Asia cu (Trimeresurus sp.) și (Gloydius sp.). Subfamilia (Causinae) din Africa cu genul Causus. Subfamilia (Azemiopinae) din Asia cu specia (Azemiops feae).
- Atractaspididae, familie care are numai specia (Micrelaps muelleri) și care a fost în trecut încadrat la altă familie taxonomică.
- Colubridae (năpârcile), familie ce cuprinde, șarpele de magrove (Boiga dendrophila), speciile (Macroprotodon sp.), (Telescopus sp.), În Europa de Sud sunt speciile (Dispholidus typus), (Thelotornis kirtlandi) și (Boiga dendrophila).

## Cei mai veninoși șerpi
Cei mai veninoși șerpi trăiesc în Australia sau în mările tropicale,  cea mai mare densitate de șerpi veninoși s-a găsit pe insula Queimada Grande, care este situată lângă coasta de est a Braziliei. Cel mai veninos șarpe, este considerat o specie de taipan (Oxyuranus microlepidotus) din Australia, care este concurat de șerpii marini (Enhydrina schistosa) și (Aipysurus duboisii). În categoria șerpilor foarte veninoși este considerat și șarpele brun (Pseudonaja textilis).

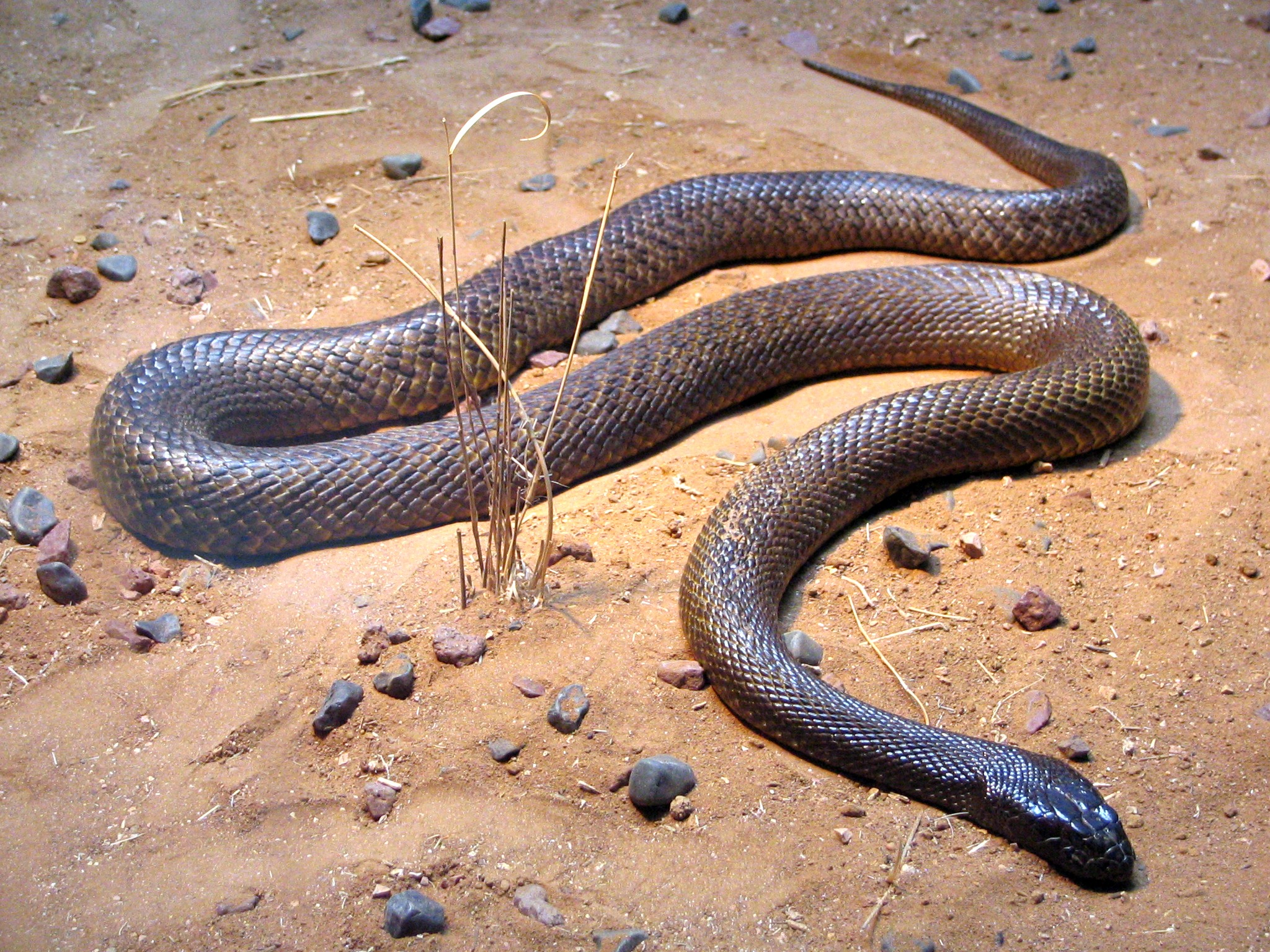
Oxyuranus microlepidotus

| Nume științific          | Numele popular     | DL50 venin injectat s.c. mg/kg |
| ------------------------ | ------------------ | ------------------------------ |
| Oxyuranus microlepidotus | Taipanul de deșert | 0,025                          |
| Pseudonaja textilis      | Șarpele brun       | 0,0365                         |
| Oxyuranus scutellatus    | Taipanul de coastă | 0,106                          |
| Bungarus multicinctus    | Krait chinezesc    | 0,1080                         |
| Boulengerina christyi    | Cobra de apă       | 0,1200                         |